# Гражданская инициатива (премия)
Национальная премия «Гражда́нская инициати́ва» — российский общественный проект, учреждённый Комитетом гражданских инициатив и Фондом А. Л. Кудрина в 2013 году. Руководит проектом режиссёр, Заслуженный деятель искусств России, член КГИ Юлий Гусман.

## Задачи премии
Комитет гражданских инициатив был создан Алексеем Кудриным и рядом других политиков и общественных деятелей «с целью определения и реализации наилучшего варианта развития страны».
В связи с заявленными целями КГИ в задачи премии входит поиск и оказание помощи новым лицам современного российского общества, проявившим себя в гражданской инициативе, пытающимся изменить российское общество к лучшему; как уже добившимся конкретных результатов, так и только начинающим реализовывать задуманное на практике.

## Номинации премии
Премия вручается в 11 номинациях:
- «Воздух свободы» — правозащитные и политические инициативы, борьба с коррупцией, ущемлением гражданских свобод и т. п.

- «Духовное наследие» (инициативы в сфере образования, науки, культуры, искусства, просвещения, духовного развития личности)

- «Здоровье нации» (гражданские инициативы в сфере профилактики и охраны здоровья граждан, а также пропаганды здорового образа жизни)

- «Зелёная планета» (гражданские инициативы в области охраны окружающей природной среды и защиты животных)

- «Память» (инициативы по оказанию помощи ветеранам Великой Отечественной войны, жертвам политических репрессий и членам их семей, пожилым людям, благоустройству военно-мемориальных объектов и мест частных захоронений)

- «Наш общий дом — Россия» (гражданские инициативы в оказании помощи пострадавшим в результате национальных, религиозных конфликтов, беженцам и вынужденным переселенцам, мигрантам, при нарушении прав национальных меньшинств, а также проекты, которые способствуют формированию в современном обществе позитивного образа межнациональных отношений и сохранению традиций разных культур.)

- «Раздвинь границы возможностей» (социальная поддержка и защита инвалидов, лиц с ограниченными возможностями, детей-сирот, выпускников детских домов, которые в силу своих физических или интеллектуальных особенностей, иных обстоятельств не способны самостоятельно реализовать свои права и законные интересы)

- «Ростки новой власти» (гражданские инициативы в области местного самоуправления, участия в муниципальных выборах, взаимодействия с органами власти, организации «Школ новой власти», школ «Волонтёры муниципального развития», решения вопросов ЖКХ и т. п.)

- «Семья будущего» (инициативы по укреплению престижа и роли семьи в обществе, защите материнства, детства и отцовства)

- «Сохрани жизнь» (гражданские инициативы в организации помощи больным)

- «Чужого горя не бывает» (гражданские инициативы в помощь бездомным, наркозависимым, заключённым, безработным, беспризорникам и т. п. А также действия волонтёров в оказании помощи пострадавшим в результате стихийных бедствий, экологических, промышленных или иных катастроф, в поиске пропавших).

## Экспертный совет
Среди членов экспертного совета:
- Ю. С. Гусман,
- Л. И. Ярмольник и др.

## История награждения лауреатов
Первая церемония награждения победителей региональных этапов состоялась в октябре 2013 года в Воронеже. В декабре 2013 года победители региональных этапов приняли участие в церемонии награждения победителей федерального, состоявшейся в московском театре «Et cetera». В последующие годы награждения победителей региональных этапов осуществлялись в различных городах РФ, а федеральных — в различных театрах Москвы.